# Клаудия Росси
Кла́удия Ро́сси (англ. Claudia Rossi), род. 13 апреля 1983, Миява, Словацкая республика) — словацкая порноактриса, эротическая модель.

## Биография
Вероника Козикова (имя при рождении) начинала свою карьеру в модельном агентстве Bohem Agency, с которым проработала два года.
Росси появилась во взрослых фильмах с 2003 года, когда ей исполнилось 20 лет. За свою карьеру она участвовала в двух сотнях фильмов. Из порноиндустрии ушла в 2011 году.
27 мая 2008 года на телеканале Arte вышел документальный фильм «О чём мечтают восточные девушки?» (фр. À quoi rêvent les filles de l'Est?), в котором было представлено интервью Клаудии Росси.
Её хобби — езда на лошадях, спортивные занятия и чтение.
Росси вела личный дневник на MySpace.

## Премии и номинации
| Год  | Церемония | Категория               | Работа | Результат |
| ---- | --------- | ----------------------- | ------ | --------- |
| 2007 | AVN Award | Зарубежная актриса года |        | Номинация |
| 2009 | AVN Award | Зарубежная актриса года |        | Номинация |